# Grenade Type 10
La grenade Type 10 (四式陶製手榴弾, Jyūnen-shiki Teryūdan) est la première grenade à main conçue par le Japon en 1914.

## Histoire et développement
Après la guerre russo-japonaise de 1904-1905, l'armée japonaise expérimente divers types de grenades, cependant, aucun modèle n'est produit en masse. Les observateurs militaires japonais présents sur le front européen de la Première Guerre mondiale notent avec intérêt le développement technique et l'application tactique des grenades à main comme soutien de l'infanterie, et le bureau technique de l'armée est chargé de développer un lance-grenades qui pourrait être utilisé sur le fusil Arisaka Type 38, l'arme standard de l'infanterie japonaise. Le projet échoue pour plusieurs raisons, par exemple à cause d'un trop petit calibre, d'un trop long canon, et de problèmes avec le produit de projection. Le bureau technique se tourne vers un ancien modèle allemand de petit mortier, qui est adapté sous la forme du lance-grenades Type 10 50 mm. La grenade Type 10 est conçue pour être utilisée avec ce lance-grenades lorsqu'il est attaché à une base contenant une armoce et une charge propulsive. Elle peut également être lancée à la main, ou tirée d'un lance-grenades avec un empennage ajouté.

## Concept
La conception de la grenade Type 10 est presque identique à celle de la grenade Type 91 ultérieure avec un corps segmenté « en forme d'ananas » et rainuré conçu pour disperser des fragments tranchants quand il explose. La principale différence est le sommet cranté. Une douille filetée dans la partie inférieure du corps permet la fixation à un propulseur auxiliaire comme un lance-grenades, et un ensemble de queue à ailettes permet de l'utiliser sur un fusil à grenade. La grenade est activée en tirant sur une goupille de sécurité et en frappant la partie supérieure du capuchon, ce qui donne un temps de 7–8 secondes avant l'explosion. Lorsqu'elle est utilisée sur un fusil à grenade ou un mortier, la grenade est activée automatiquement, le piston étant poussé par la force du lancement. Un problème de conception est l'imprécision du moment où la grenade est activée, ce qui peut entraîner des explosions prématurées, ou un retard tel que le destinataire peut avoir le temps de relancer la grenade avant l'explosion.

## Utilisation au combat
La grenade Type 10 est rapidement remplacée par la grenade Type 91, mais est présente pendant la seconde guerre sino-japonaise et la Seconde Guerre mondiale sous la forme de grenade incendiaire et de fumigène.